# 斑霧
『斑霧』（むらぎり）は、インターチャネルよりPlayStation 2 (PS2) 用として開発されていたアドベンチャーRPG。

## 概要
2004年6月に制作発表された。『インタールード』の開発スタッフが再結集したが、古代神を題材として伝奇色を含ませたシナリオに、コンピュータRPGのような戦闘を経てシナリオを分岐させるシステムや、PS2の倫理規定の限界に挑んだ成人向け描写など、『インタールード』を超えるべくさまざまな要素を盛り込んだことから、開発は難航した。特に、成人向け描写に関してはバイオレンスは元より、まだ恋人でもないヒロインの1人が行きずりに近い状態で主人公と行ったセックスの事後を描くなど、パソコン用アダルトゲーム向けの過激な性描写をも盛り込もうとしていたことが、制作発表当時の公式サイトや開発中止後に公表された開発素材から明らかとなっている。
上記の要素に加え、2006年にはインターチャネルの社内再編からプロデューサーの多部田俊雄が退職（後にプロトタイプを設立）して開発作業の統率が取れなくなったうえ、キャラクターデザイナーの堀部秀郎が急性心不全で亡くなるという不幸にも見舞われたことから、同年12月27日には公式サイト上にて開発中止が発表された。
開発素材の一部は、後に発売されたPS2ベスト版『インタールード』の初回限定版（パンドラBOX）の付録冊子「『斑霧』&『インタールード』公式プレミアムブック」や、ゲーマガ誌上で公開された。また関連商品としてイベントでテレホンカードおよびサウンドトラックが販売された。

## スタッフ
- プロデューサー - 多部田俊雄
- 監督、脚本 - 苑崎透
- キャラクターデザイン - 堀部秀郎[2]
- 題字 - 筆字屋[9][10]
- 開発 - ロングショット

## 登場人物
佐伯 和哉（さえき かずや）
主人公。予備校生。恋人の星美サトコとは、お互いの立場から来るすれ違いに焦りを感じている。伊勢忠文と知り合ったことから、古代神に関わる猟奇事件へ巻き込まれていく。
真島 縁（ましま ゆかり）
ヒロインの1人。美容師専門学校生だが、制作発表時にはその設定を感じさせない肌も露な姿と険しい形相でナイフを振るい、狩った異形の怪物を引きずるなど、スレンダーボディーを惹き立てる刺激的なイメージ画が公開されていた。孤独を好み、こだわり性の義理堅い性格ではあるが、佐伯和哉と出会ったことから変わっていく。
星美 サトコ（ほしみ サトコ）
ヒロインの1人。女子大生。高校生の時とは違い、今や「年下」になった恋人の佐伯和哉に対して積極的かつ年上ぶるが、実はかなりの甘えん坊で自信過少。
藤沢 まどか（ふじさわ まどか）
ヒロインの1人。星美サトコとは入学以来の級友で仲良し。男性への旺盛な好奇心からサトコには何かと助言を呈するが、それゆえに怖いもの知らずで、やや尻軽でもある。
白銀 桜夜（しろがね さや）
ヒロインの1人。佐伯和哉や萩野香月とは同じ予備校に通う間柄で、後者とは仲良しでもある。純真過ぎる天然ボケ系の言動で日々振る舞ううえ、男性の目を惹きやすいナイスバディに露出過多な衣装を何の疑問も持たずに着けるなど、『インタールード』の丸藤泉美に近い要素を持っている。真島縁とは、過去に何らかの関係があった模様。
萩野 香月（はぎの かづき）
ヒロインの1人。佐伯和哉や白銀桜夜とは同じ予備校に通う間柄で、前者には片想いしている身でもある。容姿こそお高く止まっているが、実は一途な性格で和哉一筋なお嬢様。既に大学へ行ける学力を持ちながら、和哉の傍に居たいために予備校へ通っている。
久継 美緒（くすぎ みお）
萩野香月の友人だが、こちらは真性のお高さと自己中心的な性格を持つお嬢様。貞操観念も非常に薄く、何人もの男性を召し使えさせている。祖母の影響から、言い回しは古風。
峯岸 薫子（みねぎし かおるこ）
『インタールード』に登場した峯岸薫子と同一人物であり、本作にはその数年後と思しき姿で登場。役所務めかつコスプレマニアである所は相変わらず。
畑 美香穂（はた みかほ）
峯岸薫子の役所後輩の女性。元ヤンキー。場の空気を読めない性格。
SNAPPER（スナッパー）
本名は不明。文部科学省の外郭団体「重要文化財管理委員会」に雇われている始末屋の美女。スーパーモデルのようなナイスバディと扇情的な振る舞いで周囲を惑わしながら、任務を遂行していく。伊勢忠文とは仲が良くない。
仙堂 秋保（せんどう あきやす）
佐伯和哉と同じクラスの予備校生。古本好きが高じて生身の女性より古書を愛している、ちょっと変わった青年。言動も古書絡み。
小野寺 康盛（おのでら こうせい）
佐伯和哉と同じクラスの予備校生。体育会系の容姿をしているが、実は暇潰しのフィットネスジム通いで、そうなっただけ。
日前 未干（ひのくま みちる）
冴えないバーコード頭だが、実は日本政府の内閣官房長官直属の秘密組織に属する男性。諜報活動や外部工作など、特殊任務に従事している。
伊勢 忠文（いせ ただふみ）
美形、長髪、女垂らしと三拍子揃った奇人の考古学者。古代神の研究に没頭していた最中、その歴史からあることに気付く。